# Liga dos Campeões da OFC de 2024
A Liga dos Campeões da OFC de 2024 foi a 23.ª edição do principal torneio de clubes da Oceania organizada pela Confederação de Futebol da Oceania (OFC). O campeão representará a Oceania na Copa Intercontinental da FIFA de 2024

## Equipes classificadas
Um total de 18 equipes de 11 associações da OFC disputaram a competição.
- As sete associações desenvolvidas (Fiji, Ilhas Salomão, Nova Caledônia, Nova Zelândia, Papua-Nova Guiné, Taiti e Vanuatu) tem duas vagas cada na fase de grupos.
- As quatro associações em desenvolvimento (Ilhas Cook, Samoa, Samoa Americana e Tonga) tem uma vaga cada na fase preliminar com o vencedor e o segundo colocado avançando a fase de grupos.

| Associação                              | Time                               | Método de qualificação                                  |
| Times de associações desenvolvidas      | Times de associações desenvolvidas | Times de associações desenvolvidas                      |
| --------------------------------------- | ---------------------------------- | ------------------------------------------------------- |
| Ilhas Fiji                              | Lautoka                            | Campeão Fiji Premier League 2023                        |
| Ilhas Fiji                              | Rewa                               | Vice Fiji Premier League 2023                           |
| Nova Caledônia                          | Magenta                            | Campeão Nova Caledonia Super Ligue 2023                 |
| Nova Caledônia                          | Gaïtcha                            | Vice Nova Caledonia Super Ligue 2023                    |
| Papúa Nova Guiné                        | Hekari United                      | 2023 Papua New Guinea National Soccer League champions  |
| Papúa Nova Guiné                        | Southern Strikers                  | 2023 Papua New Guinea National Soccer League runners-up |
| Ilhas Salomão                           | Solomon Warriors                   | 2023 Solomon Islands S-League champions                 |
| Ilhas Salomão                           | Central Coast                      | 2023 Solomon Islands S-League runners-up                |
| Taiti/ Polinésia Francesa               | Tefana                             | 2022–23 Tahiti Ligue 1 champions                        |
| Taiti/ Polinésia Francesa               | Pirae                              | 2022–23 Tahiti Ligue 1 runners-up                       |
| Vanuatu                                 | Ifira Black Bird                   | 2023 VFF National Super League champions                |
| Vanuatu                                 | Classic                            | 2023 VFF National Super League runners-up               |
| Nova Zelândia                           | Wellington Olympic                 | Campeão Liga Nacional da Nova Zelândia 2023             |
| Nova Zelândia                           | Auckland City                      | Vice Liga Nacional da Nova Zelândia 2023                |
| Times de associações em desenvolvimento |                                    |                                                         |
| Ilhas Cook                              | Tupapa Maraerenga                  | Campeão – Campeonato Cookense de Futebol de 2023        |
| Tonga                                   | Veitongo                           |                                                         |
| Samoa                                   | Vaivase-Tai                        |                                                         |
| Samoa Americana                         | Vaiala Tonga                       |                                                         |

## Fase preliminar
Em 17 de janeiro de 2024, a OFC anunciou que 7 conjuntos de playoffs nacionais ocorreriam para determinar qual lado dessas nações participaria da Liga dos Campeões deste ano.
| Equipe 1          | Total | Equipe 2           | 1.º jogo | 2.º jogo |
| ----------------- | ----- | ------------------ | -------- | -------- |
| Rewa              | 3–2   | Lautoka            | 0–0      | 3–2      |
| Gaïtcha           | 1–2   | Magenta            | 1–2      | 0–0      |
| Auckland City     | 4–3   | Wellington Olympic | 1–0      | 3–3      |
| Southern Strikers | 0–5   | Hekari United      | 0–2      | 0–3      |
| Central Coast     | 1–2   | Solomon Warriors   | 0–1      | 1–1      |
| AS Pirae          | 2–2   | Tefana             | 1–1      | 1–1      |
| Classic           | 2–3   | Ifira Black Bird   | 1–2      | 1–1      |

### Grupo de qualificação
O sorteio da fase de qualificação foi realizado em 17 de janeiro de 2024 na sede da OFC em Auckland, Nova Zelândia.  As quatro equipes na fase de qualificação jogaram entre si, em um local centralizado (Nuku'alofa, Tonga). Os vencedores avançaram para a fase de grupos para se juntar aos sete vencedores dos playoffs nacionais.
| Pos. | Equipe            | Pts | J | V | E | D | GP | GC | SG  |
| ---- | ----------------- | --- | - | - | - | - | -- | -- | --- |
| 1    | Vaivase-Tai       | 7   | 3 | 2 | 1 | 0 | 18 | 0  | 18  |
| 2    | Tupapa Maraerenga | 6   | 3 | 2 | 0 | 1 | 17 | 6  | 11  |
| 3    | Veitongo          | 4   | 3 | 1 | 1 | 1 | 15 | 3  | 12  |
| 4    | Vaiala Tonga      | 0   | 3 | 0 | 0 | 3 | 0  | 41 | -41 |

## Fase de grupos
Os jogos da fase de grupos serão disputados no Taiti entre 11 e 20 de maio de 2024..

### Grupo A
| Pos. | Equipe           | Pts | J | V | E | D | GP | GC | SG |
| ---- | ---------------- | --- | - | - | - | - | -- | -- | -- |
| 1    | Auckland City    | 7   | 3 | 2 | 1 | 0 | 8  | 2  | 6  |
| 2    | Rewa             | 7   | 3 | 2 | 1 | 0 | 8  | 6  | 2  |
| 3    | Hekari United    | 3   | 3 | 1 | 0 | 2 | 4  | 4  | 0  |
| 4    | Solomon Warriors | 0   | 3 | 0 | 0 | 3 | 2  | 10 | -8 |

### Grupo B
| Pos. | Equipe           | Pts | J | V | E | D | GP | GC | SG  |
| ---- | ---------------- | --- | - | - | - | - | -- | -- | --- |
| 1    | AS Pirae         | 7   | 3 | 2 | 1 | 0 | 11 | 1  | 10  |
| 2    | Magenta          | 7   | 3 | 2 | 1 | 0 | 10 | 1  | 9   |
| 3    | Ifira Black Bird | 3   | 3 | 1 | 0 | 2 | 7  | 8  | -1  |
| 4    | Vaivase-Tai      | 0   | 3 | 0 | 0 | 3 | 1  | 19 | -18 |

## Fase Eliminatória
Os jogos das Semifinais ocorreram no dia 13/08/2022 às 20:30 e às 23:30 (Horário de Brasília) e a Final ocorreu no dia 16/08/2022 às 23:00 (Horário de Brasília)
|  | Semifinais    | Semifinais |               |   | Final | Final |
|  |               |            |               |   |       |       |
|  |               |            |               |   |       |       |
|  |               |            |               |   |       |       |
|  | Auckland City | 1          |               |   |       |       |
|  | Auckland City | 1          |               |   |       |       |
|  | Magenta       | 0          |               |   |       |       |
|  | Magenta       | 0          | Auckland City | 4 |       |       |
|  |               |            | Auckland City | 4 |       |       |
|  |               | AS Pirae   | 0             |   |       |       |
|  | AS Pirae      | AS Pirae   | 0             | 4 |       |       |
|  | AS Pirae      |            |               | 4 |       |       |
|  | Rewa          | 2          |               |   |       |       |
|  | Rewa          | 2          |               |   |       |       |

## Premiação
| Liga dos Campeões da OFC de 2024    |
| Nova Zelândia                       |
| ----------------------------------- |
| Auckland City Campeão (12.º título) |